# 鍾熠
鍾熠（英文：Cindy Zhong，1990年12月8日—），加拿大新時代電視合約女藝員。曾獲得2013年溫哥華華裔小姐競選冠軍，Wiston友誼小姐，仙妮亞優美體態獎及靈之丹最上鏡小姐等獎項，其後代表溫哥華參選2014年國際中華小姐獲得亞軍。2016年，鍾熠更獲新時代電視邀請擔任溫哥華華裔小姐競選評審。

## 外部連結
- 鍾熠的Instagram帳戶

| 前任： 鄧佩儀 | 溫哥華華裔小姐競選冠軍 2013年 | 繼任： 陳怡靜 |